# 다니나이촌
다니나이촌(谷内村)은 이와테현 와가군에 설치되었던 촌이다. 현재의 하나마키시에 해당한다.